# Burg Frankenstein (Bad Salzungen)

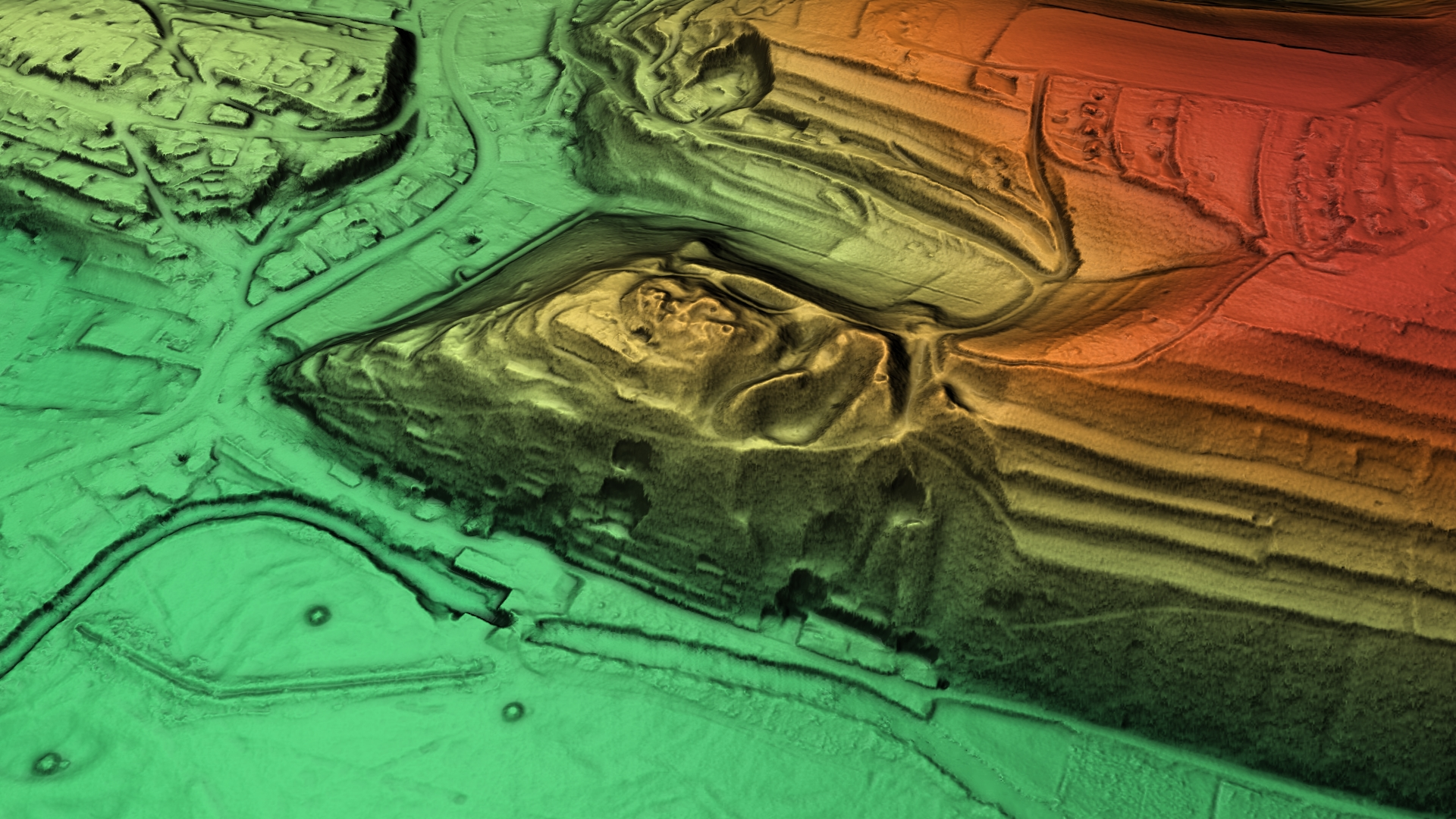
3D-Ansicht des digitalen Geländemodells

Die Burg Frankenstein war die Stammburg des bedeutenden fränkischen Adelsgeschlechtes der Herren von Frankenstein, welches von einer Seitenlinie der Grafen von Henneberg abstammte und bis Mitte des 14. Jahrhunderts in Westthüringen und der Rhön nachweisbar ist.

## Lage
Die baulichen Reste der abgegangenen Spornburg befinden sich auf 280 m ü. NN etwa 2 km (Luftlinie) östlich vom Stadtzentrum Bad Salzungens, unweit des Stadtteils Kloster und sind von dort über einen befestigten Fahrweg schnell zu erreichen. Die Burganlage befindet sich in Spornlage auf einem durch Steilabfall zur Talaue der Werra geschützten Ausläufer des Berges Frankenstein.
In Gipfellage dieses Berges – und etwa 100 m östlich der mittelalterlichen Burg – entstand um 1890 die gleichnamige Kunstruine Frankenstein mit Aussichtsturm durch den Bad Salzunger Burg- und Heimatverein Frankensteingemeinde.

## Geschichte
Das mittlere Werratal wurde im Hochmittelalter Mark Breitungen genannt und war ein Zentrum eines ausgedehnten königlichen Güterkomplexes, der durch König Heinrich I. der Abtei Hersfeld übergeben wurde. Zum Schutz der 1150 erbauten Klosteranlage Frauenbreitungen wurden Adelsgeschlechter – die Grafen von Henneberg – bestimmt, um 1250 wurde dieses Amt von den Frankensteinern ausgeübt. Die Frankensteiner herrschten im 13. Jahrhundert über ein ausgedehntes Gebiet, zum Teil noch unbesiedeltes Land, welches Kaiser Heinrich II. dem Kloster Hersfeld als Wildbann zur Nutzung übertragen hatte; es erstreckte sich von Gerstungen bis Eisenach im Norden, vom Inselsberg bis Wasungen im Osten, von Kaltennordheim bis Geisa im Süden und im Westen bis Vacha. Die erste (indirekte) Erwähnung der Burg Frankenstein erfolgte 1137, als sich Ludwig, der zweite Sohn des Stammvaters Poppo von Frankenstein, nach dieser Burg nannte. 1153 sind die Burgherren als Ministerialen des Klosters Hersfeld nachweisbar.
Die Versuche der Frankensteiner, sich gegen die stärksten Mächte in der Region – Kloster Fulda und die Thüringer Landgrafen – durchzusetzen, führten zu ihrem Niedergang. 1265 wurde die Burg Frankenstein von Abt Bertho II. von Fulda belagert und teilweise zerstört, 1295 gelang dies ebenfalls König Adolf, wobei die Burg wohl erneut schwer beschädigt wurde. 1335 war die Burg im Zusammenhang mit einem Streit der letzten Frankensteiner Besitzer letztmals von Bedeutung.
Über das spätere Schicksal der Burg ist wenig bekannt, vermutlich dienten die noch bewohnbaren Gebäudeteile dem Schutzvogt des Klosters Allendorf als Unterkunft. Die restlose Zerstörung der Burgruine im Bauernkrieg ist naheliegend.

## Anlage
Historische Abbildungen und Beschreibungen sind nicht überliefert. Aus den Geländebefunden lässt sich auf eine mittelgroße Kernburg von etwa rechteckiger Grundform und einer Ausdehnung von etwa 80 bis 100 m zu 40 bis 60 m schließen, die zunächst durch zwei vorgelagerte sichelförmige Wälle und Gräben im Osten gegen die höhere Bergkuppe abgeriegelt wurde. Die langgestreckte Flanke im Norden wurde durch einen relativ tiefen Halsgraben (jetzt größtenteils vom Fahrweg zur Gartenparzelle verdeckt) geschützt. Die Situation an der westlichen Flanke ist wegen der jüngeren Planierungen nicht mehr sicher erkennbar. Nach Süden schützte der natürliche Steilhang (etwa 30 bis 50 Meter über Talgrund). Der Zugang erfolgte  über einen in weitem Bogen aus der Ortslage Kloster Allendorf heraufziehenden Fahrweg, welcher wohl teilweise noch unter dem heutigen Weg verborgen liegt (Hohlwegreste), der Zutritt in die Burg erfolgte über eine mehrstufig gestaffelte Toranlage von Osten.
In unmittelbarer Nachbarschaft der Burganlage oder im nahe gelegenen Gelände des ehemaligen Klosters Allendorf ist die Mehrzahl der Wirtschaftsgebäude der Burg zu vermuten. Unterhalb der Burg befand sich bis zum Ende des 19. Jahrhunderts eine Wassermühle.

## Heutige Situation und Nutzung

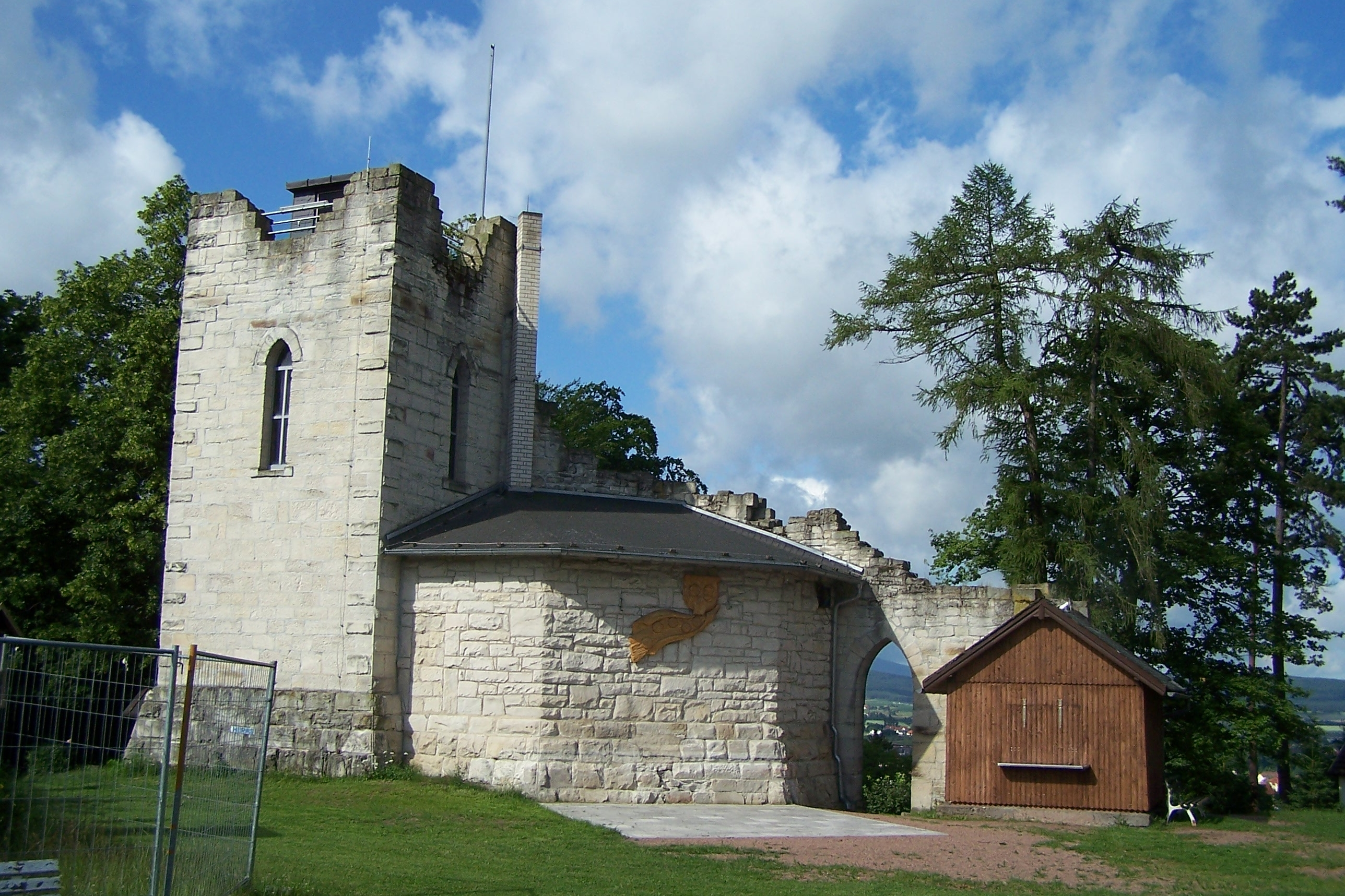
Die Kunstruine mit Aussichtsturm

Die Burganlage ist ein ausgewiesenes Bau- und Bodendenkmal der Stadt Bad Salzungen. Im westlichen Teil der Kernburg des einstigen Burggeländes wurde in der DDR-Zeit eine Gartenparzelle eingerichtet und teilweise planiert. Die Wälle und Gräben im östlichen und nördlichen Bereich der Burganlage sind von Gehölz bedeckt und so weitgehend vor Abtragung geschützt, aber unzugänglich. Große Teile des Geländes wurden im 19. Jahrhundert auf der Suche nach Steinen für den Bau der Kunstruine und anderer Gebäude in der Ortslage durchwühlt, hierdurch wurden noch um 1830 bekannte Keller- und Mauerreste vernichtet. Im Randbereich zum Ort Kloster Allendorf entstanden Spazierwege in teilweise verfüllten Grabenabschnitten und Wallplanierungen. Der nördliche Hang wird als Weidegrund genutzt. Das östliche Gelände ist öffentlich zugänglich.

## Namensdeutung
Der Name Frankenstein wurde vom Volksmund überliefert. Demnach war die Befestigungsanlage eine der ersten Steinburgen im Werratal, erbaut durch einen Gaugrafen der (Ost-)Frankenkönige.